# California, Chiapas
California är en ort i Mexiko.   Den ligger i kommunen Villaflores och delstaten Chiapas, i den sydöstra delen av landet, 700 km sydost om huvudstaden Mexico City. California ligger 973 meter över havet och antalet invånare är 321.
Terrängen runt California är huvudsakligen kuperad, men söderut är den bergig. Runt California är det ganska glesbefolkat, med 28 invånare per kvadratkilometer. I omgivningarna runt California växer huvudsakligen savannskog.